# Abu-Zakariyyà Yahya I
Abu-Zakariyya Yahya (I) ibn Abd-al-Wàhid (àrab: أبو زكريا يحيى بن عبد الواحد, Abū Zakariyyā Yaḥyà ibn ʿAbd al-Wāhid) fou el fundador de la dinastia hàfsida que va regir Ifríqiya durant tres segles.
Es considerava representant de la puresa almohade. Essent governador de Gabès, en 1228 va enderrocar el seu germà Abu-Muhàmmad Abd-Al·lah ibn Abd-al-Wàhid, governador almohade d'Ifríqiya, establert a Tunis, i va assolir el govern d'aquesta regió. El novembre o desembre de 1229 va deixar de fer la khutba o oració del divendres en nom del califa almohade, a qui no considerava seguidor estricte de les doctrines almohades. El 1230 es va apoderar de Constantina i Bugia i el 1234 va expulsar els darrers focus dels mallorquins Banu Ghàniya al sud de Constantina i a la Tripolitana (els Banu Ghàniya van quedar liquidats definitivament el 1237). El 1235 es va apoderar d'Alger i l'any següent de la vall del Chelif. El 1236 o 1237 va fer llegir la khutba en el seu propi nom, consagrant així la seva independència i fundant la dinastia hàfsida.
Va afavorir els Banu Sulaym (Kuub i Mirdàs) de la Tripolitana que van refusar als dawàwides (Banu Riyah) a la regió de Constantina i al Zab. Els 1238 va sotmetre als hawwara que habitaven entre Algèria i Tunísia.
El 1242 va fer front amb èxit a un greu complot contra el seu govern i tot seguit va atacar Tlemcen que va ocupar al juliol, restablint en el tron a l'emir abdalwadida, que es va haver de declarar el seu vassall. De tornada va donar el govern dels seus territoris als caps tribals dels Banu Tudjin (Al Abbas del Chelif va rebre Mliana, Tenes, Brechk i Cherchell) formant una sèrie de petits estats entre el seu domini i els estats del Magrib occidental. El 1238 els catalans eren prop de València i les ciutats del sud del regne es van sotmetre a Aziz ben Khatab de Múrcia; en aquesta situació el rei Zayan ben Mardanix va haver de reconèixer l'emir hàfsida que li enviar l'ajut d'alguns vaixells, però no van poder desembarcar i es van retirar (25 d'agost), Zayan va fugir i els catalans van entrar a València (28 de setembre) fixant-se la frontera al Xúquer; Zayan va conservar Dénia, Alzira i Cullera i altres poblacions, on com a vassall dels hàfsides va signar amb el rei Jaume una treva per set anys. Fins i tot Abu Zakariya Yahya fou reconegut com a sobirà per l'emir de Sevilla (1238).
El 1239, quan Zayan fou cridat al tron de Múrcia (després de la deposició en una revolta de l'emir Aziz ben Khattab) va reiterar la seva lleialtat a l'emir hàfsida (no obstant Abu Yafar ben Isam es va fer independent a Oriola, Abu Abd Allah Muhammad ben Alí ben Ahli es va independitzar a Llorca, i altres notables locals es declararen independents a Cartagena i Mula, i no van voler reconèixer l'hàfsida). El 1241 Zayan fou enderrocat per Muhammad ben Hud Baha al-Dawla (al qual es va sotmetre l'emir d'Oriola) i el nou emir no va reconèixer l'emir hàfsida. En resposta Abu Zakariya Yahya va enviar una flota que es va apoderar d'Alacant però la van haver d'evacuar al cap de poc.
En aquest temps els hàfsides van ocupar també l'emirat berber de Sigilmasa que van conservar tretze anys. L'emir de Granada Al-Ahmar (1242), el d'Arjona, el de Màlaga i el d'Almeria van reconèixer tanmateix la sobirania hàfsida. El 1243 el governador almohade de Ceuta Abu Alí ben Khalas es va revoltar i va fer la khutba en nom de l'emir hàfsida.
A la batalla del Guadalquivir en 1247 els castellans van derrotar en un combat a la flota de Ceuta i Tànger, i van posar setge a aquesta ciutat l'agost del 1247 però mentre l'amenaça cristiana era forta a Sevilla i Andalusia, Trípoli es declarava per l'emir hàfsida. El 23 de novembre de 1248 Sevilla fou ocupada pels castellans, i l'emir Axfalat va rebre en feu Niebla, però no consta si va fer la khutba en nom de l'emir hàfsida; a Sevilla van seguir altres ciutats de la regió que van caure en mans dels castellans que el 4 de desembre van entrar a Alacant. En aquest any va morir l'emir feudatari de Ceuta Abu Alí ben Khalas i Abu Zakariya Yahya va imposar en el govern al seu cosí Ibn Shahid, que no va tenir suport a la ciutat.
Quan va morir el 1249 dominava tot el Magrib (els nasrides i marínides reconeixien també la seva sobirania). A Tunis va fer moltes millores i obra seva són la mussal·la, el souk, la kasaba i la madrassa (la més antiga de les madrasses públiques del Magrib). Va comerciar amb Provença, Llenguadoc, i les repúbliques italianes amb les quals va signar tractats; a partir del 1239 es va acostar al Regne de Sicília, regne al que va pagar un tribut anyal a canvi de la llibertat de comerç i l'aprovisionament de blat sicilià. També va establir fots vincles d'amistat amb la corona catalana i funduks i cònsols es van poder establir en algunes ciutats d'Ifríqiya. També va acollir a milers de musulmans d'Hispània expulsats pels castellans, molts d'ells persones notables o homes de lletres que van crear un fort grup de pressió a Tunis.
El va succeir sense dificultat el seu fill Muhàmmad al-Mustànsir.